# Parcé-sur-Sarthe
Parcé-sur-Sarthe är en kommun i departementet Sarthe i regionen Pays de la Loire i nordvästra Frankrike. Kommunen ligger i kantonen Sablé-sur-Sarthe som tillhör arrondissementet La Flèche. År 2022 hade Parcé-sur-Sarthe 1 998 invånare.

## Befolkningsutveckling
Antalet invånare i kommunen Parcé-sur-Sarthe
| Referens: INSEE |